# الخلوة (النواحي)
الخلوة هو دُوَّار يقع بجماعة أبطيح، إقليم طانطان، جهة كلميم واد نون في المملكة المغربية. ينتمي الدوّار لمشيخة النواحي التي تضم 12 دوار. يقدر عدد سكانه بـ 10 نسمة حسب الإحصاء الرسمي للسكان والسكنى لسنة 2004.

## روابط خارجية
- البوابة الوطنية للجماعات الترابية
- المندوبية السامية للتخطيط